# Mecometopus insignis
Mecometopus insignis là một loài bọ cánh cứng trong họ Cerambycidae.